# Меґ Гарріс
Меґ Гарріс (7 березня 2002 , Олбері ) — австралійська плавчиня, олімпійська чемпіонка, чемпіонка світу.